# Bublinatka jižní
Bublinatka jižní (Utricularia australis) je jedním z mnoha druhů plovoucích masožravých rostlin rodu bublinatka (Utricularia).

## Výskyt
Roste téměř v celé Evropě, v Asii na severu Číny a Pákistánu, v Japonsku, Austrálii, na Novém Zélandu a na Papui Nové Guineji. Rozšířená je také v severní Africe. Ke svému růstu si vybírá převážně stojaté vody které jsou bohaté na živiny, roste v okolí rybníků a jezer, v tůních, kanálech a příkopech s jen málo proudící vodou. Původního areál bublinatky jižní již nelze objasnit. Protože byla poprvé popsána podle rostlin z Austrálie, má druhové jméno australis (jižní). V České republice roste téměř na celém území, od nížin až do podhůří, je nejběžnější z bublinatek v ČR se vyskytujících.
Roste hlavně ve vodách měkkých, kyselých až neutrálních, na plném slunci nebo v polostínu. Je velmi závislá na prostředí, zahubí ji např. alkalizace vody, deficit oxidu uhličitého nebo rozbujení řas a sinic. V „Černém a červeném seznamu cévnatých rostlin České republiky“ je zařazena do kategorie C4 (LR) mezi vzácnější taxony vyžadující další pozornost.

## Popis

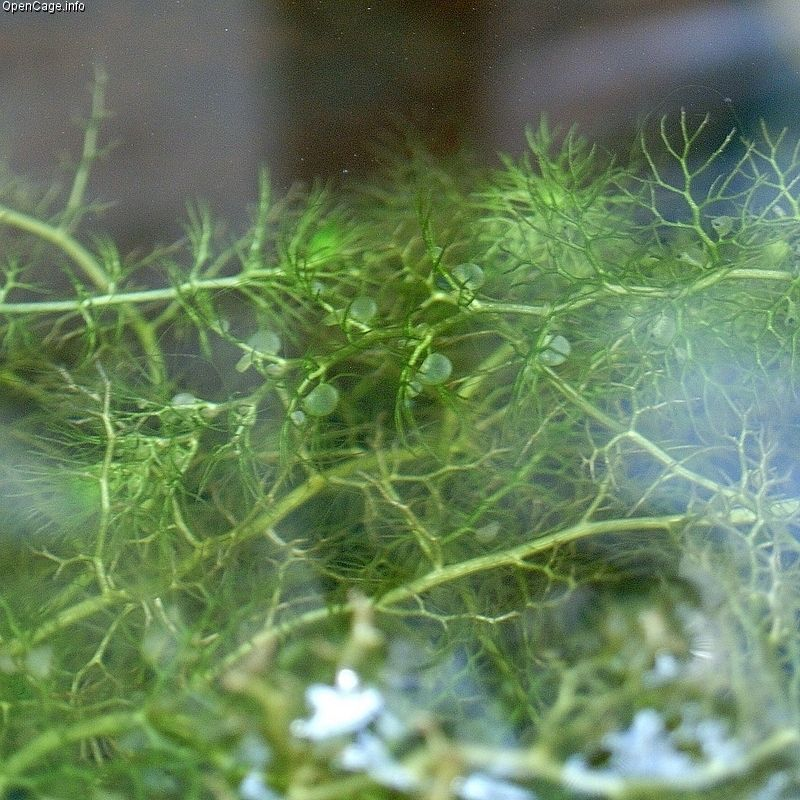
Prýty bublinatky jižní

Je to jednoletá nebo vytrvalá hmyzožravá rostlina s tenkými, na hladině splývajícími nebo ponořenými lodyhami bez kořenů. Nejdříve vyrůstá lodyha jednoduchá, později se větví v růžicovitě rozložené, hustě olistěné větve. Ve středoevropských podmínkách dosahují hlavní lodyhy délky až 1 m, výjimečně i 1,5 m. V tropech bývá hlavní lodyha dlouhá 2 m a odbočné větve měří až několik metrů.
Četné zelené až žlutozelené listy dlouhé 1,5 až 4 cm vyrůstají střídavě, jsou 2 až 3krát zpeřené a rozdělené v nitkovité úkrojky porostlé dopředu směřujícími krátkými štětinkami. Hřebínkovitý tvar listů zvětšuje plochu kterou se stýká s vodou z které čerpá potravu a zmenšuje nárazy pohybující se vody, štětinky zase poskytují ochranu proti vodním býložravcům, např. plžům. Na svrchní straně některých listových úkrojků jsou na krátkých stopkách četné drobné lapací měchýřky o průměru 2 až 3 mm které jsou do počátku doby kvetení zavodněné. Později se naplní vzduchem a vyzvednou dosud ve vodě ponořenou rostlinu k hladině, tím se rozvíjející květy mohou dostat nad vodu a opylit se létajícím hmyzem. Etapa kvetení nastane pouze u rostliny dostatečně veliké, v našich podmínkách téměř nekvete.
Na rostlině vyplavané k povrchu se vytvoří přímý květonosný stvol, převážně jen jeden na rostlině, porostlý místo listy jen šupinami a zakončený chudým hroznem dlouhým 10 až 30 cm vytvořeným ze 4 až 8 primárně pětičetných květů. Oboupohlavné květy jsou na stopkách vyrůstajících z paždí vejčitých hnědých, šupinatých listenů, listence chybí, stopky jsou 3 až 5krát delší než listeny. Květy mají hluboký dvoudílný červenohnědý kalich s vejčitými laloky a šklebivou korunu vespod s kuželovitou ostruhou. Citrónově žlutá koruna velká 1,2 až 1,5 cm je rozeklaná ve dva pysky, z nichž delší spodní má nazpět ohnuté okraje a dvoulaločné, oranžově pruhované, vypouklé patro; horní trojlaločný pysk podlouhle vejčitého tvaru je 2 až 3krát delší než okrouhlé patro. V květu vyrůstají dvě tyčinky s volnými nitkami o délce do 2 mm s nesrostlými prašníky. Přisedlý svrchní semeník pokrytý nektarovými žlázkami je vytvořený dvěma plodolisty, vystupuje z něho čnělka zakončena bliznou se dvěma nestejnými laloky, spodní je větší a horní menší. Plodem je kulatá tobolka o průměru 3 až 4 mm otvírající se několika víčky. Hranatá semena 0,5 × 0,6 mm jsou umístěna na středním sloupku tobolky. Rostliny však vytvářejí semena jen velmi zřídka.
Prosperita rostliny je závislá na dostatečném množství kyslíku pro činnost lapacích měchýřků a oxidu uhličitého pro fotosyntézu. V prostředí silně zahřívané neproudící vody bývá těchto plynů většinou nedostatek. U bublinatky jižní v řídkých případech vyrůstají z lodyh ve vzdálenostech cca 6 cm od sebe tzv. dýchací prýty, tenké, asi 4,5 cm dlouhé šupinovitě olistěné větvičky s dýchacími průduchy na vnější straně lístků.

## Opylování
Z nestejné dvoulaločné blizny visí jeden, větší lalok nad prašníky. Hmyz přilétající za nektarem tvořeným v ostruze dolního pysku se musí nejdříve dotknou tohoto laloku blizny (přenese na ní cizí pyl) a teprve pak prašníků umístěných hlouběji v květu, tím se zabraňuje samoopylení. Spodní lalok pak přilne k hornímu laloku blizny a zabrání přístupu pylu na ní. Pokud se opylovač do určité doby nedostaví, svine se visící lalok a dotkne se vlastních prašníků, rostlina se opylí vlastním pylem.
Po opylení se měchýřky opět naplní vodou a rostlina klesá nazpět pod hladinu a pokračuje v růstu. Pod hladinou se dozrávající tobolky otvírají a semena vypadávají na bahnité dno.

## Rozmnožování
Rozmnožuje se dvojím způsobem, pohlavně i nepohlavně. Při velmi vzácném pohlavním rozmnožování vyklíčí ze semene zapadlého v bahně mladá rostlinka která nemá zřejmé děložní lístky. Rostlinka vytvoří nejprve několik šídlovitých lístků vyrůstajících v husté růžici a teprve z jejího středu vyrůstá lodyha s listy.
Převažující způsob rozmnožování je vegetativní, kdy původní rostlina rozdělením svého těla dává vzniknou několika dalším. Po skončení léta s nástupem nižších teplot a zkracováním doby slunečního svitu rostlina začíná odumírat a zahnívat. Rostlina ale zcela nezmizí, zůstanou po ní přezimující pupeny tzv. turiony. Ty vzniknou tím, že mladé články lodyhy se dále neprodlužují, takže jejich asimilační orgány jsou stěsnány a obsahují zásobní látky pro příští rok. Po odehnití lodyhy zůstanou oválné bezobalné hnědozelené pupeny o velikosti 1 až 1,5 cm, ty klesnou na dno a tam přečkají nepříznivé období, musí projít obdobím chladu ale nesmí zmrznout. S příchodem jara a zvýšením teploty vody vyplavou k povrchu kde z nich vyrůstají nové rostliny. Zde se svým lepkavým sliznatým povrchem přilepují na peří vodních ptáků, kteří je roznášejí i do vzdáleného okolí. V tropech a subtropech vegetují rostliny celoročně a turiony se nevytváří. Vznikají však u rostlin které rostou v místech přes léto vysychající, tehdy mohou turiony nepříznivé období dlouhodobě přečkat v bahně a s příchodem deště z nich vyrostou opět nové rostlinky.

## Lapání hmyzu
Lapací měchýřky slouží hlavně k polapení drobných vodních živočichů, např. buchanek, lasturnatek a hlavně perlooček. Mají vstupní otvor zakrytý víčkem, které se z vnější strany snadno otevře, z vnitřku ale otevřít nelze. Po stranách otvoru jsou štětinkaté výrůstky které drobným živočichům umožňují vniknout dovnitř, ale větším, kteří by mohli měchýřek poškodit, vstoupit zabraňují. V měchýřku je podtlak, takže tlak vody při otevření pomáhá postrčit kořist dovnitř. Živočichové se nemohou z měchýřku dostat ven a zahynou tam, postupně se rozkládají a rostlina zvláštním orgánem vstřebává z jejích těl výživné látky. Protože bublinatka přijímá potravu jen z rozkládajících se přirozeně uhynulých živočichu, sama je nehubí, není vlastně rostlina masožravá, ale mrchožravá. Tato schopnost se stářím rostliny nemění, měchýřek může lapit kořist i několikrát za sebou.
V různých částech lodyhy jsou různé počty měchýřků, na délce 10 cm bylo zjištěno od 100 do 200 měchýřků. Při průměrné rozrostlé rostlině ve středoevropských klimatických podmínkách je na ní je okolo 7000 měchýřků, které jsou navíc rozlišeny pro různě velkou kořist. Větší mají vstupní otvor o průměru 3,07 mm a menší jen 1,13 mm.